# Глухівський район
Глу́хівський райо́н — колишній район створений у 1923 році і розташований у північно-східній частині Сумської області у Поліській зоні України. На території району проходить державний кордон з Російською Федерацією протяжністю 114,6 км. На кордоні розташовано 2 пункти пропуску автомобільного транспорту: «Бачівськ» та «Катеринівка».
За населенням район посідає 13 місце в області (25 450 осіб), а за площею — 4. Історія Глухівського району — це перш за все історія Сіверських земель.
Адміністративний центр: місто Глухів.

## Географія

### Розташування

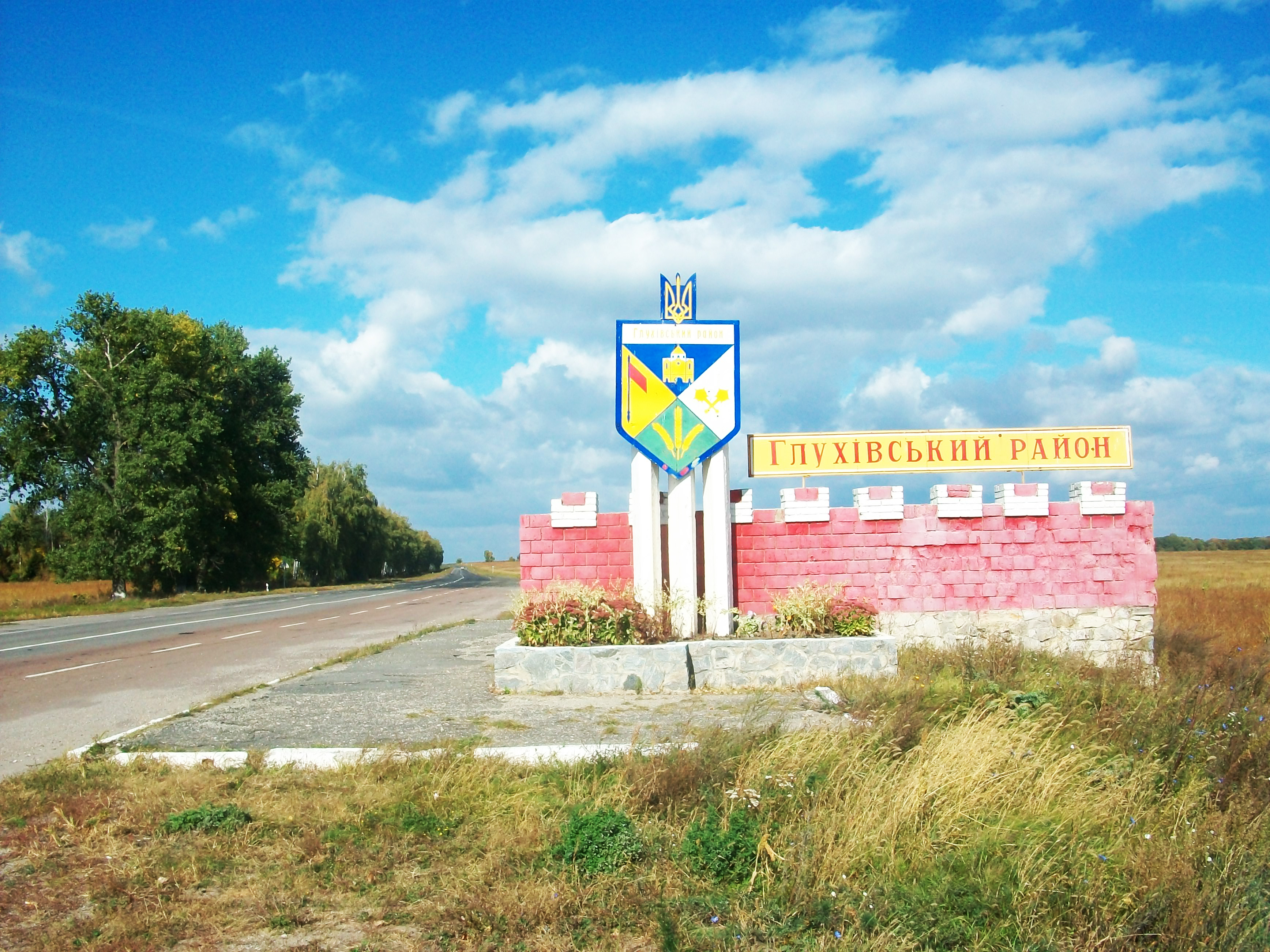
Початок Глухівського району з боку Ямполя

Глухівський район є складовою частиною Сумщини України і розташований на півночі області. Він межує на північному заході з Ямпільським і Шосткинським, на заході — з Кролевецьким, на півдні — з Путивльським районами Сумської області; на сході з Курською, на північному сході з Брянською областями Російської Федерації, а село Сопич розташоване на межі трьох областей: Сумської, Курської та Брянської.
Територія району становить 1,7 тис. км², що дорівнює 7,1 % від загальної площі Сумської області.
Територією району протікають річки Есмань (притока Клевені), Есмань (притока Десни), Шиїнка, Муравейня, Локня, Глібівка, Янівка, Ретик, Ракита, Клевень, Обеста, Калинівка, Ходуля, Понурка, Бики, Лапуга.

### Рельєф
Поверхня району рівнинна.

### Клімат
Клімат району помірно континентальний, зими помірно холодні. Середньодобова температура найхолоднішого місяця (січня) — 6,7 С°. Середньодобова температура найтеплішого місяця (липня) + 19,6 С°. Середньорічна кількість опадів по району становила 646,8 мм.

### Ґрунти
Ґрунти дерново-підзолисті, світло-сірі та сірі опідзолені.

### Корисні копалини
Глухівщина багата нерудними корисними копалинами. Переважно, це ресурси для хімічної промисловості, будівельні матеріали і паливо. Унікальним є родовище високоякісних кварцитів у селі Баничі, відоме з XIX століття, і родовище високоякісної крейди в селищі Будівельне. На території району є також родовища торфу, суглинків, піску.

### Флора й фауна
Глухівська земля покрита густою сіткою річок і річечок, найбільші з яких — Клевень та Есмань. Ліси району займають — 33 тис.га. Склад насаджень відзначається великою різноманітністю лісових порід: це дуб, сосна, ялина, береза, вільха, осика, липа, модрина та інші.
У лісах, на полях, болотах водяться 41 вид звірів та 160 — птахів. У водоймах мешкає понад 20 видів риб. На території району росте багато видів лікарських рослин: звіробій, конвалія, лепеха, безсмертник, материнка, пижма, чебрець, чистотіл та інші.
Природно-заповідний фонд району налічує 11 заповідних територій загальною площею близько 5,8 тис. га, у тому числі ландшафтний заказник державного значення «Шалигинський» та місцевого значення «Верхньоесманський».
Таких широколистяних дубово- кленово-липових лісів із ліщиновим підліском, як у Шалигинському заказнику, ніде більше в Україні немає. Серед зареєстрованих ботанічних пам'яток району дерева-патріархи: чотирьохсотрічній дуб у Слоутському лісництві, 11 двохсотрічних сосен в урочищі «Монастирщина», сибірські сосни в селах Полошки і Обложки.
В районі збережені в природному стані дивовижні гідрологічні утворення самовитічних джерел води, які мають цінні смакові і лікувальні властивості: «Заруцькі джерела» в селі Заруцьке Білокопитівської сільської ради, «Джерела Ключи» в селі Сваркове, «Сім джерел» — село Шалигине, «Джерело» — село Вікторове Уздицької сільської ради.

### Екологія
Станом на 2005 рік забруднення атмосферного повітря шкідливими речовинами від підприємств та транспортних засобів у районі становило 2,4 тони, що становить 4,8 % від загального показника області. Наразі показник забруднення зменшився за рахунок ліквідації багатьох підприємств та введення нових технологій.
Ремонт очисних споруд сприяв поліпшенню стану водних ресурсів регіону.

## Історія
Глухівщина — овіяний легендами, мальовничий куточок стародавньої сіверської землі з пишним розмаїттям зелених лісів, небесно чистими річками і озерами, щедрими душею і творчими здобутками людьми, розташована на північному сході Сумської області, на лівобережжі річки Десни, в басейні її приток Клевені, Есмані, Обести.
Дата утворення району — 1923 рік. У 1959 році до території Глухівського району було приєднано ліквідований Шалигинський район, а в 1962 році — Червонянський район.
Історія Глухівщини сягає в глибину віків. Заселення району розпочалось з часів пізнього (верхнього) палеоліту (приблизно XIII століття до н. е.); підтвердження цьому знайдено у селі Велика Бобилівка. Серед пам'яток археології району 1 стоянка пізнього (верхнього) палеоліту, 7 неолітичних стоянок, 2 поселення, 1 група курганних могильників і 1 курган епохи бронзи, 2 скіфських городища, 6 ранньослов'янських поселень, 16 городищ і курган Давньої Русі, Глухівська фортеця другої половини XVII—XVIII століть.
Тримаючись тисячоліттями своєї території, захищаючи її життями своїх найкращих синів і дочок, творячи власну історію, духовну культуру, жителі Глухівщини йшли складним і тернистим шляхом. Волею історичної долі були на тому шляху страшні роки лихоліття монголо-татарської навали, польсько-литовське панування, криваві міжусобиці, селянська війна під проводом І.Болотникова. У 1708 році Глухівщина опиняється у центрі найважливіших історичних подій, пов'язаних з Північною війною (1700–1721), а також з прокляттям гетьмана І. Мазепи російським царем Петром І. 6 листопада 1708 року місто Глухів стає столицею Гетьманської України, резиденцією гетьманів І. Скоропадського (1708–1722), Д. Апостола (1727–1734), К. Розумовського (1750–1764). З 1722 по 1727 і з 1764 по 1782 тут перебували перша і друга Малоросійські колегії — адміністративно-територіальні центри управління Лівобережною Україною.
Не обминули Глухівщину і події першої революції 1905–1907 років, Столипінська аграрна реформа, Українська революція і Громадянська війна 1917–1921 років, страшний голодомор 1932–1933 років, жорстка сталінська репресивна система.
Під час німецько-радянської війни на території Глухівщини діяли Глухівський, Шалигинський і Червоний партизанські загони. Глухівський і Шалигинський загони в об'єднанні під командуванням С. Ковпака пройшли з боями до сивих Карпат, громлячи і знищуючи живу силу і техніку ворога.
Серед багатьох боїв, які проходили на території району єдиним у своєму роді по унікальності і трагічності став «Чернівській бій» (так він називався по штабним донесенням), в якому брало участь близько 20 тис. бійців та командирів Червоної Армії.
Історичне значення цього бою полягає в тому, що воїни 2-ї гвардійської стрілецької та 160-ї стрілецької дивізії у складі Рильської бойової дільниці на стику Брянського та Південно-Західного фронтів, де склалась надзвичайно важка ситуація, завдали контрудару фашистам, чим зірвали планомірну підготовку частин та з'єднань 2-ї танкової групи Гудеріана до наступу через Орел, Тулу в обхід Москви з півдня.

## Населення
Національний склад населення станом на 1989 рік:
- Українці 32838 осіб, або 84,2 %
- Росіяни 6006 осіб, або 15,4 %
- Білоруси 78 осіб, або 0,2 %
- Інші національності 78 осіб, або 0,2 %

Розподіл населення за віком та статтю (2001)
| Стать | Всього | До 15 років | 15-24 | 25-44 | 45-64 | 65-85 | Понад 85 |
| --- | ------ | ----------- | ----- | ----- | ----- | ----- | -------- |
| Чоловіки | 14 831 | 2604        | 1785  | 4236  | 3813  | 2321  | 72       |
| Жінки | 17 375 | 2365        | 1531  | 3708  | 4269  | 5108  | 394      |
| \| Статево-вікова піраміда \| Статево-вікова піраміда \| Статево-вікова піраміда \| \| ----------------------- \| ----------------------- \| ----------------------- \| \| Чоловіки \| Вік \| Жінки \| \| 72 \| 85 + \| 394 \| \| 129 \| 80-84 \| 529 \| \| 450 \| 75-79 \| 1384 \| \| 895 \| 70-74 \| 1798 \| \| 847 \| 65-69 \| 1397 \| \| 1223 \| 60-64 \| 1675 \| \| 539 \| 55-59 \| 719 \| \| 939 \| 50-54 \| 916 \| \| 1112 \| 45-49 \| 959 \| \| 1241 \| 40-44 \| 1007 \| \| 1058 \| 35-39 \| 1011 \| \| 970 \| 30-34 \| 820 \| \| 967 \| 25-29 \| 870 \| \| 925 \| 20-24 \| 812 \| \| 860 \| 15-20 \| 719 \| \| 1079 \| 10-14 \| 907 \| \| 875 \| 5-9 \| 780 \| \| 650 \| 0-4 \| 678 \| |        |             |       |       |       |       |          |
| Статево-вікова піраміда |        |             |       |       |       |       |          |
| Чоловіки | Вік    | Жінки       |       |       |       |       |          |
| 72 | 85 +   | 394         |       |       |       |       |          |
| 129 | 80-84  | 529         |       |       |       |       |          |
| 450 | 75-79  | 1384        |       |       |       |       |          |
| 895 | 70-74  | 1798        |       |       |       |       |          |
| 847 | 65-69  | 1397        |       |       |       |       |          |
| 1223 | 60-64  | 1675        |       |       |       |       |          |
| 539 | 55-59  | 719         |       |       |       |       |          |
| 939 | 50-54  | 916         |       |       |       |       |          |
| 1112 | 45-49  | 959         |       |       |       |       |          |
| 1241 | 40-44  | 1007        |       |       |       |       |          |
| 1058 | 35-39  | 1011        |       |       |       |       |          |
| 970 | 30-34  | 820         |       |       |       |       |          |
| 967 | 25-29  | 870         |       |       |       |       |          |
| 925 | 20-24  | 812         |       |       |       |       |          |
| 860 | 15-20  | 719         |       |       |       |       |          |
| 1079 | 10-14  | 907         |       |       |       |       |          |
| 875 | 5-9    | 780         |       |       |       |       |          |
| 650 | 0-4    | 678         |       |       |       |       |          |

Національний склад населення за даними перепису 2001 року:
| Національність | Кількість осіб | Відсоток |
| -------------- | -------------- | -------- |
| українці       | 27819          | 86,10 %  |
| росіяни        | 4246           | 13,14 %  |
| білоруси       | 35             | 0,11 %   |
| молдовани      | 30             | 0,09 %   |
| литовці        | 11             | 0,03 %   |
| інші           | 168            | 0,52 %   |

Мовний склад населення за даними перепису 2001 року:
| Мова       | Кількість осіб | Відсоток |
| ---------- | -------------- | -------- |
| українська | 25168          | 77,90 %  |
| російська  | 6984           | 21,62 %  |
| молдовська | 15             | 0,05 %   |
| білоруська | 11             | 0,03 %   |
| інші       | 131            | 0,41 %   |

Населення Глухівського району на 1 листопада 2010 року становило 25 450 осіб і у порівнянні з 1989 роком (39 000 осіб) воно зменшилося на 34,74 %, що є одним з найбільших показників зменшення динаміки населення.
Станом на 1 березня 2019 року наяєвне населення складало 21712 осіб.

## Адміністративний поділ
На території району діють 1 об'єднана територіальна громада, 23 сільські та 2 селищні ради, які об'єднують 85 сільських населених пунктів і 2 селища міського типу.

### Ради

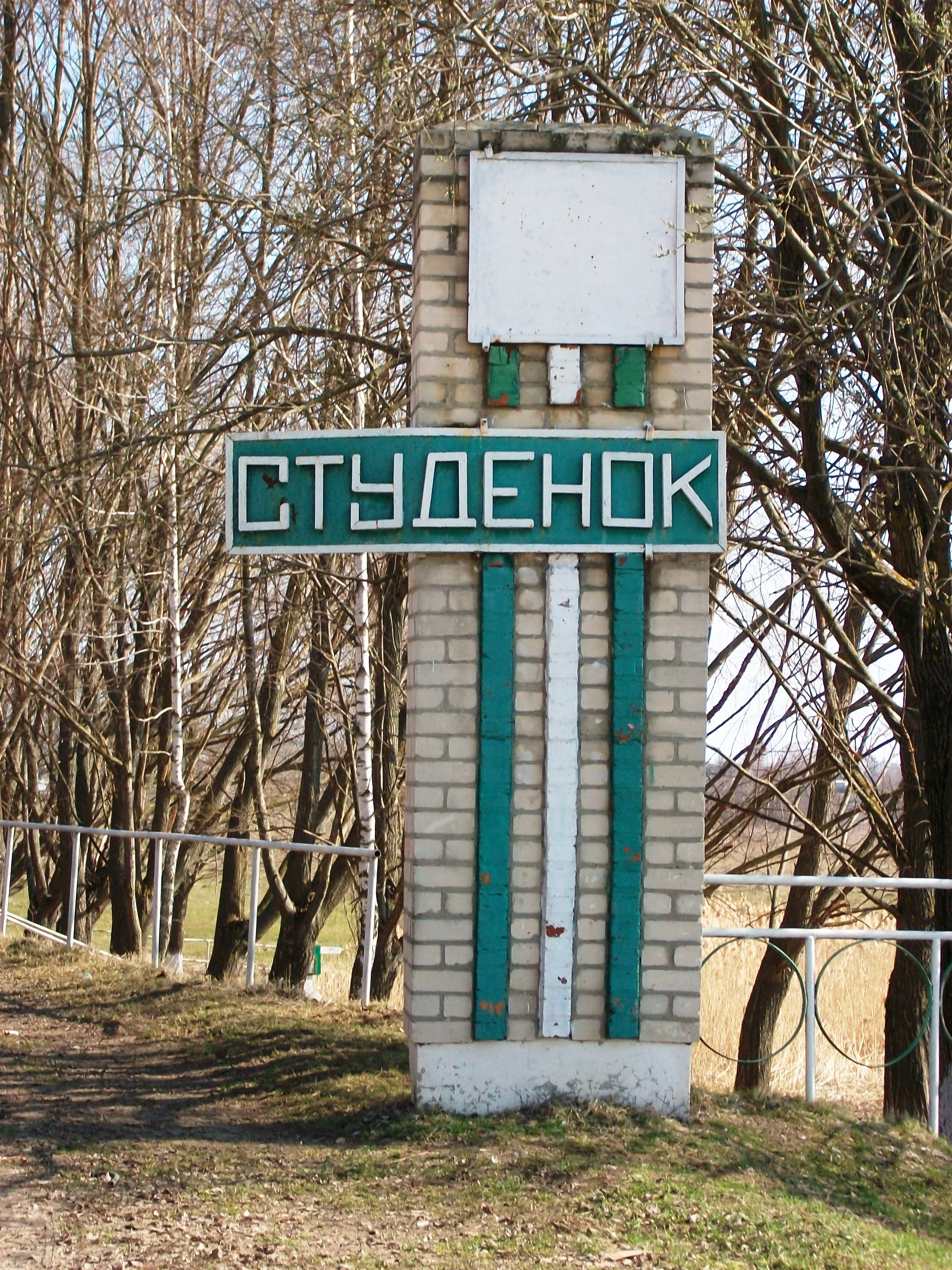
Село Студенок

Об'єднані  територіальні громади
| - Березівська сільська громада |

Селищні ради:
| - Есманьська селищна рада - Шалигинська селищна рада |

Сільські ради:
- Баницька сільська рада
- Бачівська сільська рада
- Білокопитівська сільська рада
- Вільнослобідська сільська рада
- Дунаєцька сільська рада
- Кучерівська сільська рада
- Перемозька сільська рада
- Полошківська сільська рада
- Привільська сільська рада
- Пустогородська сільська рада
- Сварківська сільська рада
- Семенівська сільська рада
- Сопицька сільська рада
- Соснівська сільська рада
- Стариківська сільська рада
- Студеноцька сільська рада
- Суходільська сільська рада
- Уздицька сільська рада
- Уланівська сільська рада
- Фотовизька сільська рада
- Ходинська сільська рада
- Чернівська сільська рада
- Яструбщанська сільська рада

## Економіка

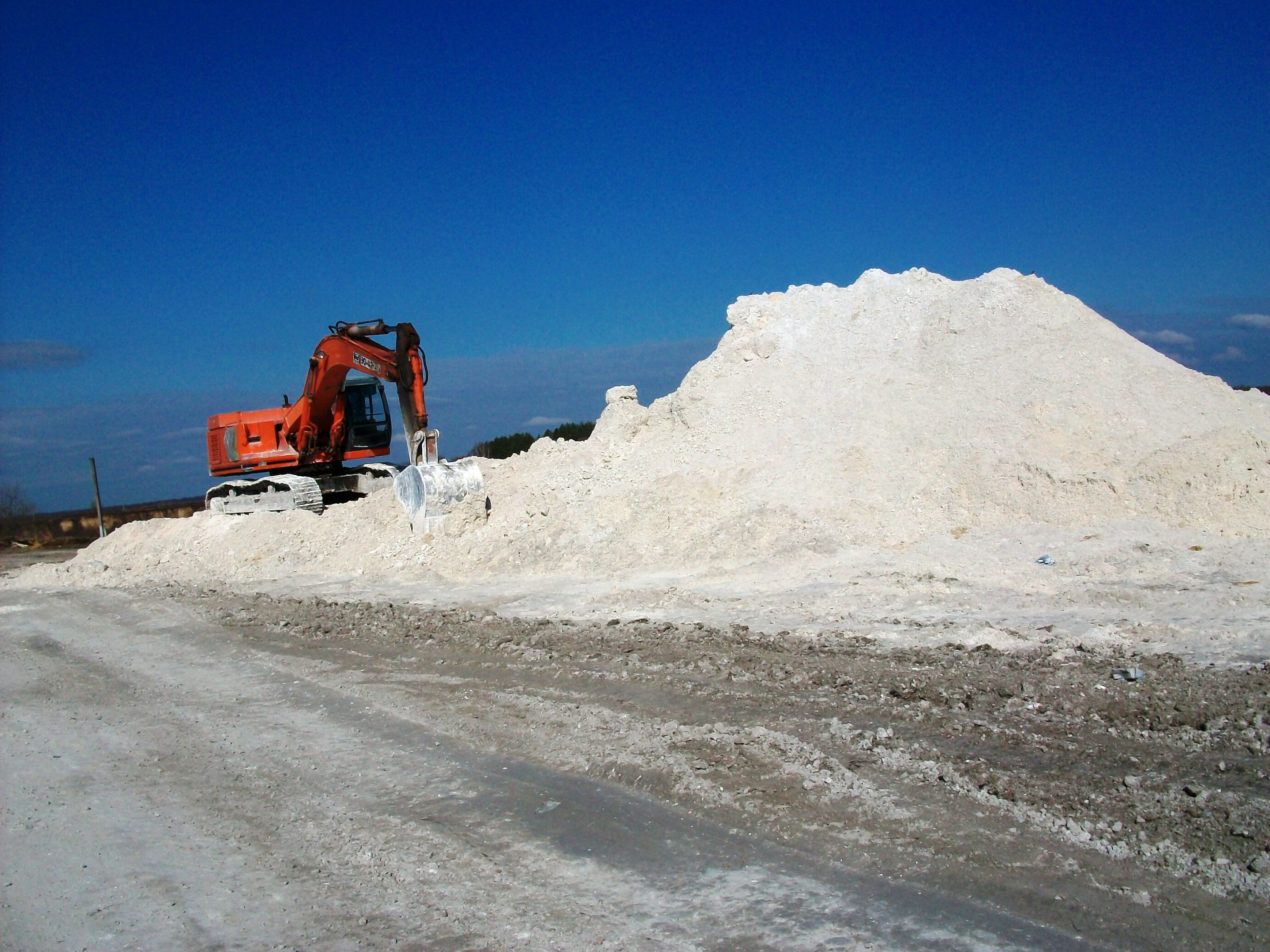
Розробка Заруцького вапнякового кар'єру

Глухівщина — район сільськогосподарський. Сільгоспугіддя займають площу 115,5 тис.га, це становить 6,8 % від площ сільгоспугідь області, із них:
- ріллі — 87,8тис.га;
- ліси та інші лісовкриті площі — 36,1 тис.га;
- забудовані землі — 4,6 тис.га;
- землі водного фонду — 1,7 тис.га;
- інші землі — 5,5 тис.га.

У районі функціонує 23 сільгосппідприємства різних форм власності. Серед економічно-сильних — ТОВ «Велетень», СТОВ «Шалигинське», ТОВ «Рассвет», ТОВ «Яструбщанське», ТОВ АФ ім. Чапаєва, фермерські господарства «Пащенко», «Надія» та ін.
Економіку району представляють 3 промислові підприємства: дочірнє підприємство «Глухівський кар'єр кварцитів» — ВАТ «Запорізький виробничий алюмінієвий комбінат», ТОВ «Заруцький вапняний завод», ДП «Глухівський агролісгосп».

## Транспорт
Районом проходить декілька міжнародних транспортних артерій, серед них E38,  E101М02, E381 та E391.

## Освіта
Науково-дослідницький потенціал Глухівщини зосереджений в інституті луб'яних культур УААИ. Інститут луб'яних культур — головна установа з наукового забезпечення галузей льонарства і коноплярства України, виробник елітного насіння луб'яних та зернових культур, картоплі і трав.
Науковцями інституту створені перші сорти однодомних конопель з відсутністю наркотичних властивостей, які зареєстровані в Україні, Росії, країнах Європейської співдружності та Канади, високопродуктивні сорти льону-довгунця (Чарівний, Глухівський ювілейний, Глінум), які займають близько 40 % площ, національні колекції генетичних зразків льону та конопель.
За високий рівень досліджень в галузі селекції, насінництва, технологій виробництва та переробки льону — довгунця і конопель рішенням експертної ради Національної іміджевої програми «Лідери XXI століття» інститут луб'яних культур відзначено знаком якості «Вища проба України» за 2003 рік.
Інститут співпрацює з установами Франції, Італії, Чехії, Росії, Китаю, Словенії, Південно-Африканської Республіки та інших країн. У 2006 році відзначив своє 75-річчя.
В районі належна увага приділяється розвитку освітньої та культурної галузей, фізкультури і спорту, медицини.
Мережу освітніх закладів району становлять 17 ЗОШ I–III ступенів, 17 ЗОШ I–II ступенів, в тому числі 12 НВК, 2 дошкільних навчальних заклади, 1 спеціалізована школа-інтернат для дітей з вадами розумового розвитку, в яких навчається та виховується 2681 дитина. В навчально-виховних закладах працює 500 вчителів.

## Культура, туризм
У Глухівському районі Сумської області на обліку перебуває 72 пам'ятки історії.

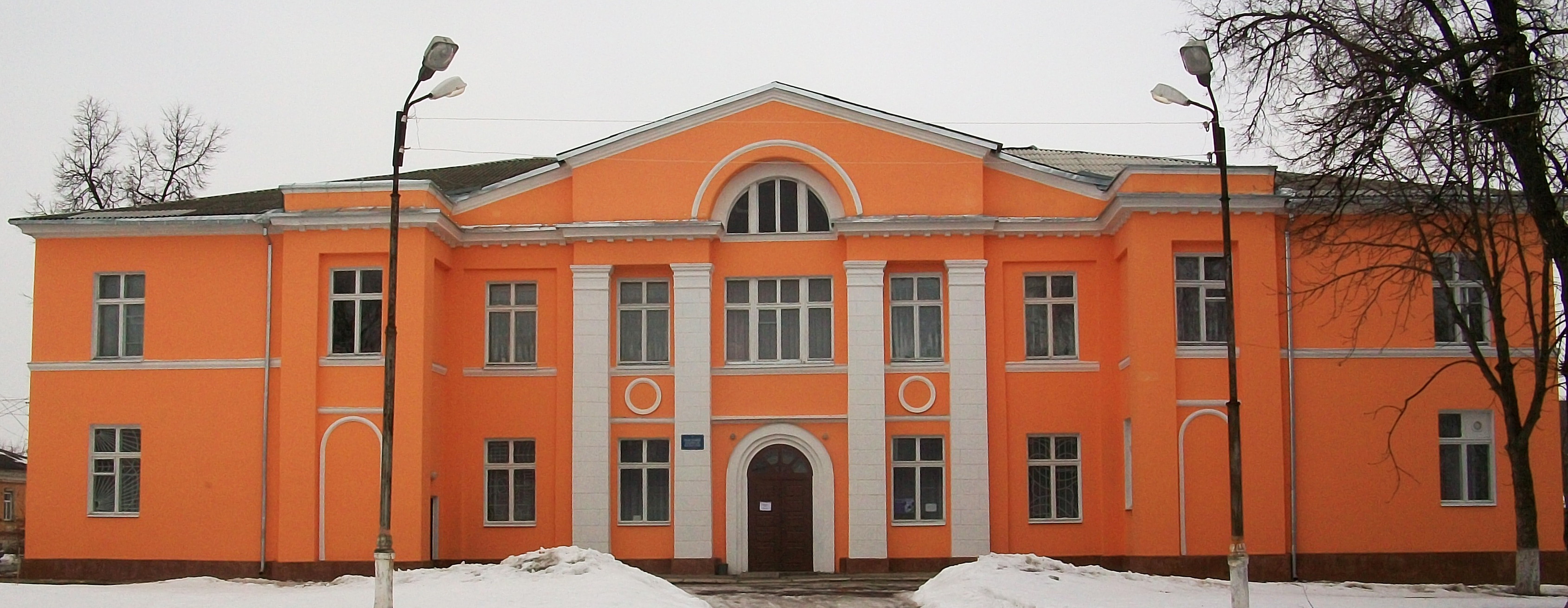
Районний будинок культури (знаходиться у Глухові)

Глинська пустинь в кінці XIX століття

Дуже велика культурна спадщина нашого краю. Крім тих славнозвісних наших земляків, про яких мова йшла вище, їх традиції продовжували і продовжують народний артист України Олександр Гурець з Перемоги, соліст Національного президентського оркестру, соліст Київського Національнального академічного театру Оперети, соліст Україно-Польського гурту "10Tenorow",співак (тенор) Сергій Гурець (уродженець села Черневе Глухівського району) Заслужений артист України, лауреат Державної премії ім. Т. Шевченка Олексій Богданович з Берези.
Свідченням високо таланту жителів району є те, що 8 самодіяльних колективів художньої творчості носять почесне звання «Самодіяльний народний колектив»
Глухівчани свято шанують і примножують славні традиції свого краю, бережуть і відроджують історичні і архітектурні пам'ятки своїх пращурів. Прикладом тому є відродження чоловічого монастиря «Глинської Різдва Богородиці Пустині», збережено народний музей історії села Уланове, який засновано в 1959 році.
Перелічені, далеко не вичерпні фактори, дають підставу стверджувати, що Глухівський край має великий невикористаний резерв для розвитку місцевого, національного і міжнародного туризму.

## Охорона здоров'я, спорт
Охорону здоров'я в районі забезпечують 9 лікарів, 103 середніх медичних працівника. Працює 45 ФАПів та ФП, 1 міська лікарня, 2 амбулаторії сімейної медицини та 2 лікарські амбулаторії.
Спортивна база району включає 6 стадіонів на 300 місць, 12 спортивних комплексів, 21 футбольне поле, 58 спортивних майданчиків, 24 спортивні зали, 15 гімнастичних містечок, 4 приміщення для фізкультурно-оздоровчих занять.
Традиційними стали турніри на честь видатних земляків.

## Персоналії
Щедра на таланти глухівська земля подарувала людству багато видатних діячів освіти науки та культури: музикантів і живописців, письменників і мистецтвознавців. Серед них — історик, фольклорист, етнограф О. М. Маркович (село Сваркове), історик, етнограф, письменник М. А. Маркевич (село Дунаєць), художник Г. І. Нарбут та поет В. І. Нарбут (село Нарбутівка), філософ-богослов С.Миславський (село Полошки), історик, поет О. О. Палажченко (село Вікторове), поет Ф. І. Туманський (село Шевченкове), письменник Д. Р. Глущенко (село Муравейня), письменник М. М. Почивалін (село Баничі), доктор географічних наук І. І. Мамаєв (село Бачівськ), дійсний член АПН СРСР С. Г. Шаповаленко (село Суходіл), доктор технічних наук Б. М. Лобаєв, Герой Соціалістичної Праці Г. Л. Химич, Лауреат Державної премії СРСР Г. І. Гончаров (село Уланове), другий президент АН України М. П. Василенко (село Есмань). На стінах ЗОШ с. Есмань та на педагогічному університеті, де навчався Микола Прокопович, відкрито меморіальні дошки 
На Глухівщині, починаючи з XVIII століття, розкрився талант багатьох видатних істориків, письменників, краєзнавців. У кінці XVII століття в Петропавлівському монастирі творив свої «Четьї Мінеї» Данило Туптало (св. Дмитро Ростовський). До речі, цей монастир був заснований у 1236 році недалеко від села Будищі.
У 1848 році в селі Сваркове, в садибі українського історика О. Марковича, гостював М. Гоголь. Тут він вивчав історичний архів роду Марковичів. Пізніше О. Маркович на прохання М. Гоголя надсилав йому описи народних звичаїв та побуту жителів Глухівщини.
У 1845 році Т. Шевченко, подорожуючи з Петербурга на батьківщину, мав в селі Есмань першу в Україні зупинку для ночівлі. З нею пов'язується сюжет російської повісті Шевченка «Капитанша».

## Політика
25 травня 2014 року відбулися Президентські вибори України. У межах Глухівського району було створено 57 виборчих дільниць. Явка на виборах складала — 60,47 % (проголосували 23 641 із 39 096 виборців). Найбільшу кількість голосів отримав Петро Порошенко — 52,26 % (12 355 виборців); Юлія Тимошенко — 18,10 % (4 280 виборців), Олег Ляшко — 7,44 % (1 760 виборців), Сергій Тігіпко — 6,61 % (1 563 виборців), Анатолій Гриценко — 4,06 % (959 виборців). Решта кандидатів набрали меншу кількість голосів. Кількість недійсних або зіпсованих бюлетенів — 1,34 %.